# Droit minier
Vous pouvez aider à l'améliorer ou bien discuter des problèmes sur sa page de discussion.
- Il adopte un point de vue régional ou culturel particulier et nécessite une internationalisation. (Marqué depuis décembre 2012)
- Il est à actualiser. Certains passages sont obsolètes ou annoncent des événements désormais passés. (Marqué depuis mars 2017)

Le droit minier, généralement résumé dans un « code minier », est défini comme l’ensemble des règles régissant l’exploitation du sous-sol.

## Trois conceptions
Le droit minier a été envisagé selon trois grandes conceptions :
- Le droit du propriétaire du sol : le propriétaire de la surface est propriétaire du tréfonds. Ce dernier est l'accessoire du premier. C'est le système le plus souvent en vigueur aux États-Unis, avec de nombreuses exceptions (l'État est alors le propriétaire et loue le droit d'exploiter) ;
- Le droit de l'inventeur : la mine ou le gisement gazier appartient à celui qui la découvre. C'est le système prussien de 1865.
- Le droit de l'État. Ce système connaît deux formes :

1. Droit domanial : les gisements sont la propriété de l'État et font partie de son domaine. La recherche et l'exploitation de ces richesses nationales font l'objet de contrats passés avec l'État. C'est le système en vigueur au Proche-Orient.
2. Droit régalien : le sous-sol, la mine ou le gisement sont « res nullius ». C'est l'État qui attribue des droits et un délai d'usage et qui fixe les conditions d'exploitation. C'est le système français.

## Le droit minier en France
En France, le droit minier est régi par le « code minier ». Ce texte définit ce qu'est une mine et les conditions dans lesquelles elles peuvent être exploitées ou dont leurs séquelles doivent être réparées ou compensées. Ce code inclut des parties de nature législative, et des parties de nature réglementaire ; souvent modifiées.

### Éléments de définition
La notion de mine repose uniquement sur la nature du matériau, que l'extraction se fasse à ciel ouvert ou en sous-sol.
Sont concernés :
- les combustibles (charbon, le pétrole, le gaz),
- les métaux (fer, cuivre, plomb, etc.),
- les ressources minérales et chimiques (sel, soufre, roche phosphatée, etc.).

Pour les produits qui ne figurent pas dans la liste, on parle de carrières ; il s'agit notamment de matériaux de construction : sable, argile, gypse, calcaire, etc.
Ils relèvent de la législation sur les ICPE (installations classées pour la protection de l'environnement).
La gestion du sous-sol minier appartient à l'État qui peut en concéder l'exploitation à une compagnie minière. Le code définit les droits et obligations de cette société.

### Droits
Le Code minier permet de mener des travaux d’exploration à condition que l'entreprise possède un permis exclusif de recherches, une autorisation de prospections préalables (en mer) ou une autorisation de recherches de gîtes géothermiques. Il permet d’exploiter une mine à condition d'obtenir une concession, et ce, même en l’absence de l’autorisation du propriétaire du sol
L'autorisation ministérielle se présente sous la forme d'un titre minier : concession, permis d'exploitation (disparu aujourd'hui, sauf dans les DOM). Ce titre est attribué par décret en Conseil d'État après une longue procédure (peut demander plusieurs années). Il mentionne un périmètre, une superficie, une société titulaire, le ou les produits concernés. Il donne un droit d'exclusivité au titulaire pour la recherche et l'exploitation de ce ou ces produits dans le périmètre défini dans le texte du décret. Attribué à l'origine à perpétuité, sa durée est limitée à partir de 1919.
Le titre peut être cédé, mais cette vente doit, depuis 1911, être validée par l'autorité concédante sous forme d'un arrêté ministériel qui autorise la mutation du titre et qui est obtenu également à la suite d'une procédure précise. Il peut être également loué sous forme d'une amodiation (et non d'un bail commercial) qui doit également être autorisée par l'autorité concédante. L'amodiation peut ne porter que sur une partie de la concession, une partie des produits, voire sur une seule couche (cas de la mine Guillaume en Lorraine).

### Obligations
En matière de mines, le titre minier attribue un droit mais ne donne pas pour autant autorisation d'exploiter. Cette autorisation est délivrée sous forme d'arrêtés préfectoraux d'ouverture des travaux, après que les services se sont assurés que l'exploitant entend respecter les biens (en particulier ceux d’autrui dans le cas de potentiels dégâts de surface) et des personnes (en particulier des mineurs, dans le cadre du Règlement général des industries extractives - RGIE). Toute modification importante de l'exploitation doit ainsi faire l'objet d'autorisation par AP (ouverture de nouveaux quartiers, mise en service de nouveaux matériels, fermeture de chantiers). Les ingénieurs du Service des mines (aujourd'hui, les DREAL) sont chargés d'effectuer ce travail d'enquête (police des mines). Ils assurent également l'inspection du travail.

## Le droit minier dans le reste du monde
Dans la plupart des grands pays miniers, il existe un code minier, et d'autres lois concernant les mines. Aux États-Unis le sous-sol appartient aux propriétaires des terres s'ils ont les droits miniers d'exploitation du sous-sol, dans le cas contraire ils ne peuvent pas s'opposer à l'exploitation. Au Québec par exemple l'industrie minière doit respecter une loi sur la qualité de l’environnement, une loi sur la protection et la réhabilitation des terrains contaminés, une nouvelle directive (019), la loi fédérale canadienne sur la protection de l’environnement, la loi sur les pêches, la loi canadienne sur l’évaluation environnementale, la réglementation relative aux espèces en péril au Canada, le règlement sur les effluents liquides des mines de métaux, etc.